# Yuri Vardanyan
Pour les articles homonymes, voir Vardanyan.
Yuri Vardanyan ou Yurik Vardanyan (né le 13 juin 1956 à Léninakan (RSS d'Arménie)
et mort le 1er novembre 2018) est un haltérophile soviétique.

## Carrière
Yuri Vardanyan participe aux Jeux olympiques de 1980 à Moscou et remporte la médaille d'or dans la catégorie des poids mi-lourds.